# Julio Montaner
Julio S. G. Montaner OC, M.D., OBC D.sc., FRCPC, FCCP, FACP, FRSC (Buenos Aires, 1956) é um médico, professor e pesquisador canadiano nascido na Argentina e líder da luta contra o HIV/aids em Canadá. Foi presidente da Sociedade Internacional de AIDS de 2008 a 2010.

## Carreira
Montaner é director do British Columbia Center para a Excelência em HIV/AIDS, director da Cátedra de Investigação do AIDS e chefe da Divisão de AIDS na Faculdade de Medicina da Universidade da Colúmbia Britânica e expresidente da Sociedade Internacional de AIDS. É também o director da Clínica de Inmunodeficiência John Ruedy, e o médico director do Programa para o AIDS PHC/HIV.

### TARGA
É conhecido pelo seu trabalho na Terapia AntiRetroviral de Grande Actividade (TARGA), a descoberta da triplo terapia como um efectivo tratamento para o HIV no final de 1990, e a criação da Estratégia de "Tratamento Como Prevenção" em meados da década de 2000.